# Наска (плато)

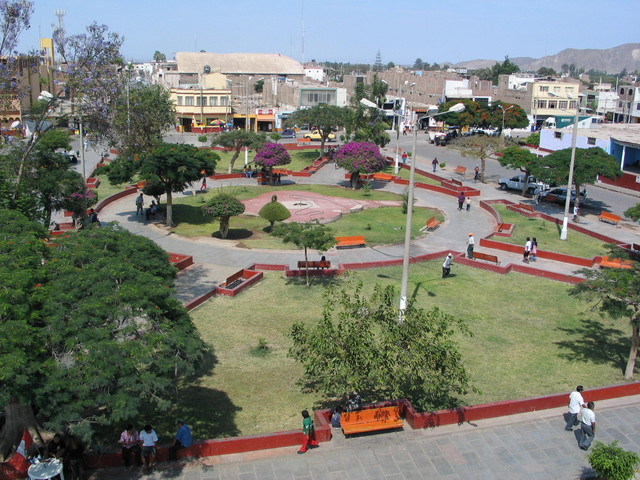
В центре перуанского города Наска.

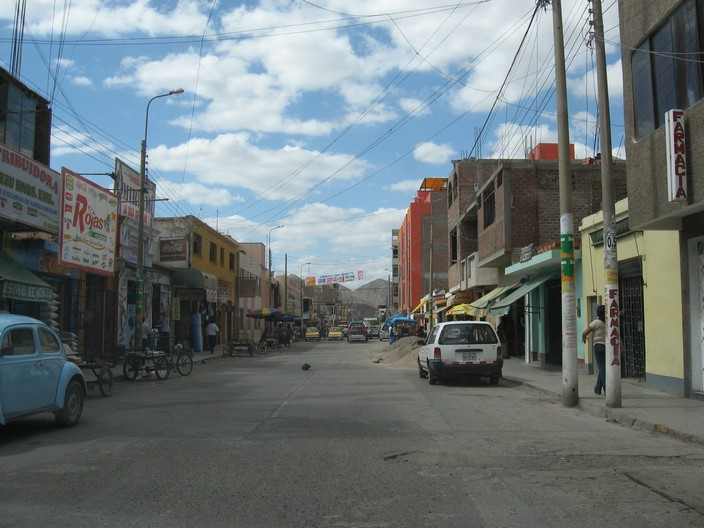
На улицах города

На́ска (исп. Nazca) — пустынное плато и литосферная плита (Плита Наска) на южном побережье Перу. Также это название применяется к своеобразной археологической культуре, расцвет которой пришёлся на промежуток между 500 г. до н. э. и 500 г. н. э. Возможно, именно они и создали знаменитые линии Наска (геоглифы Наски), церемониальный город Кауачи и впечатляющую систему подземных акведуков, которые функционируют и по сей день.
Поначалу в испанских источниках, Наска — это и мыс на побережье Перу, и сама долина. В 1553 году название впервые упоминается в книге «Хроника Перу» Сьеса де Леона:
Далее по уже указанному направлению расположен другой остров, также называемый [островом] Волков из-за их огромного количества на нём и лежащий на 14 градусе с 1/3. От этого острова путь плаванья идёт вдоль побережья на юго-запад, в направлении на юг. А потом, пройдя 12 лиг далее от острова, прибываешь к высокому мысу, называемому Наска, находящемуся на 14 градусе с ¾. Тут и место укрытия для кораблей, но не для того, чтобы взять лодки и с ними подойти к земле.